# Fissidens mobukensis
Fissidens mobukensis là một loài Rêu trong họ Fissidentaceae. Loài này được G. Negri mô tả khoa học đầu tiên năm 1908.